# 健康経営
健康経営（けんこうけいえい）とは、従業員の健康増進を重視し、健康管理を経営課題として捉え、その実践を図ることで従業員の健康の維持・増進と会社の生産性向上を目指す経営手法のこと。その始まりは、アメリカにおいて1992年に出版された「The Healthy Company」の著者で、経営学と心理学の専門家、ロバート・H・ローゼン（Robert H. Rosen）が提唱したことによるとされている。

## 概要
近年、将来的な労働人口の減少を見越した人的生産性の向上が企業の重要な課題となっていることから、企業の従業員への健康配慮の必要性が高まりをみせている。
具体的には、メンタル面、フィジカル面の双方の状態を改善する取組を全社的に行い、従業員の健康増進を図ることで企業の生産性の向上につなげることを主な目的としている。
従業員の健康増進の方法には、食生活や運動、飲酒、喫煙、メンタルなど従業員自身に対してアプローチしたり、労働時間や業務空間など企業の仕組みに対してアプローチする方法がある。また、近年日本では医療費データベースを活用して疾病の原因を究明する取組も行われている。
効果としては、短期的には疾病の従業員の長期休業の予防、企業の医療費負担の軽減、企業のイメージアップが認められ、一方長期的には企業の退職者に対する高齢者医療費負担の軽減、従業員の健康寿命の長期化が見込めるとされている。

## アメリカにおける健康経営
アメリカでは公的医療保険がないため、高騰する従業員の医療費負担で経営の根幹にかかわる事態になっていたことをきっかけとして、1990年代から広がりをみせた。
従業員の健康促進にかかる費用を投資ととらえ、これにより、業績の向上につながることから、投資1に対しリターン3を得た実証研究もある。
これを裏付ける研究の1例として、アメリカにおける優良健康経営表彰企業（Corporate Health Achievement Award Winners）とＳ＆Ｐ500（スタンダードアンドプアーズ500株価指数）との十数年後における株価比較の研究が挙げられる。1999年の株価を100とすると、13年後の2012年には優良健康経営表彰企業は株価が約1.78倍になっているのに対し、Ｓ＆Ｐ500は約0.99倍に留まっており、優良健康経営表彰企業はアメリカの大企業平均を上回るパフォーマンスを上げている。

### 優良健康経営表彰企業受賞企業
- 2013年　American Express
- 2012年　Johnson & Johnson
- 2011年　URS Corporation
- 2010年　Baptist Health of South Florida
- 2009年　Southeastern Pennsylvania Transportation Authority
- 2007年　Caterpillar
- 2005年　DaimlerChrysler Corporation、Quad/Graphics
- 2004年　Cianbro
- 2003年　BAE SYSTEMS、Marathon Oil Corporation、Union Pacific Railroad
- 2002年　Bristol-Myers Squibb Company's、Eli Lilly and Company、International Business Machines (IBM)、Kerr-McGee Corporation、Vanderbilt University
- 2001年　The National Security Agency/Central Security Service (NSA/CSS)
- 2000年　Dow Chemical Company、GE Power Systems、Sherman Health Systems
- 1999年　AlliedSignal Inc.、City of Indianapolis and Marion County Sheriff’s Department、Baltimore Gas and Electric Co.、Glaxo Wellcome Inc.
- 1998年　International Business Machines (IBM)、The Boeing Company、Johnson & Johnson、First Chicago NBD
- 1997年　Hughes Electronics Corporation、Lockheed Martin Energy Systems

## 日本における健康経営
日本では2006年3月1日に健康経営研究会が発足し、アメリカのヘルシーカンパニーを「健康経営」と定義した（登録商標あり）。当時は健康保険組合を中心に医療費抑制（保険料抑制）と健康保険組合の保健事業の事例・取り組み紹介や勉強会が多かった。大企業での経営方針としての取り組みは中2009年頃より始まり、これまでの日本のデフレ経済下において、企業の人的コストの削減により、ブラック企業やワンオペ、長時間残業といった言葉に代表される従業員の労働環境の悪化していたことにより、自殺や労働災害としての裁判などの実害やリスクが、従業員側、企業側の双方において顕在化したことも、従業員への健康配慮の必要性が高まりを後押ししたと考えられる。
加えて、全国の健康保険組合の赤字額が合計で3,689 億円（平成 26 年度）に達し、赤字補てんとして企業の負担が増えていることから、従業員の健康増進により短期的、長期的観点で医療費削減をすることも目的の一つとなっている。
日本政府としても、「国民の健康寿命の延伸」を日本再興戦略に位置づけている。また、2015年12月からは、一定規模以上の企業にはストレスチェックが義務化されることになっている。
民間企業の取組を後押しする動きも始まっている。
2012年より、日本政策投資銀行が「DBJ健康経営（ヘルスマネジメント）格付」を融資制度に加え、従業員の健康への配慮が優れている企業には優遇金利を適用している。
また、経済産業省と東京証券取引所は共同で「健康経営銘柄」を2015年3月の初回発表以降、毎年選定・発表している（「平成26年度　健康経営銘柄 」に22社を選定）。2017年より健康経営優良法人認定制度も開始した。
こうした企業では、従業員の活力向上や生産性の向上等の組織の活性化をもたらすことで中長期的な業績・企業価値の向上を実現し、投資家からの理解と評価を得ることで株価の向上にもつながることが期待されている。